# Ciudad y borough de Yakutat
Yakutat ([ˈjæk ə ˌtɑt]) es un borough del estado de Alaska.

## Geografía
Yakutat está ubicada entre el golfo de Alaska, a unos 340 km al noroeste de Juneau, en la bahía de Yakutat.
De acuerdo con la Oficina del Censo de los Estados Unidos, el borough tiene una superficie total de 267.1 km², de los cuales 257.5 km² son de tierras y solo 9.5 km² que representan el 3.56% de la superficie son de aguas.

### Boroughs y áreas censales adyacentes
- Área Censal de Valdez-Cordova - Noroeste
- Área Censal de Skagway-Hoonah-Angoon - Sureste

Tiene límites con Canadá, con la Provincia de Columbia Británica y el Territorio de Yukón.

## Demografía
En el censo de 2000 la localidad registró una población de 680 habitantes, que residían en 261 viviendas, conformando 157 familias. Registró una población de 808 habitantes. Tan solo el 0.88% de la población era de origen hispano.
Según el censo de 2020, contaba con 662 habitantes, de los cuales 249 eran blancos, 255 amerindios, 32 asiáticos, 4 afroamericanos, 29 hispanos o latinos, 1 isleño del Pacífico, 3 de otra raza y 118 de dos razas o más. La tasa de empleo dio 69,5% y el ingreso medio familiar US$76,875.